# Al-Duri
Abu 'Amr Hafs Ibn' Umar Ibn 'Abd al-'Aziz al-Baghdadi, mieux connu sous le nom d' Al-Duri (150-246AH),, était un personnage important dans la transmission du Qira'at, ou méthodes de récitation du Coran. Des sept récitants canoniques, al-Duri était un émetteur de deux méthodes entièrement distinctes : celle d'Abu 'Amr ibn al-'Ala' et celle d'Al-Kisa'i. Il était un disciple direct de ce dernier et un disciple indirect du premier en raison d'un écart générationnel. al-Duri transmet la récitation d'Abu 'Amr à travers Abu Muhammad Yahya ibn al-Mubarak ibn a-Mughirah al-Yazidi (mort en 202 AH). On dit que des hommes instruits ont voyagé de différents pays pour apprendre à la fois la récitation du Coran et des Hadiths de lui. Parmi ses étudiants en récitation figuraient Muhammad bin Dawud al-Zahiri et Niftawayh.
Al-Duri est né à Samarra en l'an 767 CE, mort à Bagdad pendant le mois de Shawwal en l'an 860 CE. Bien qu'il soit né et ait grandi à Samarra, ses racines remontaient à sa ville de mort et il était membre de la tribu arabe d' Azd. Homme simple et pieux, il a perdu la vue dans sa vieillesse.